# Mark Lazarowicz

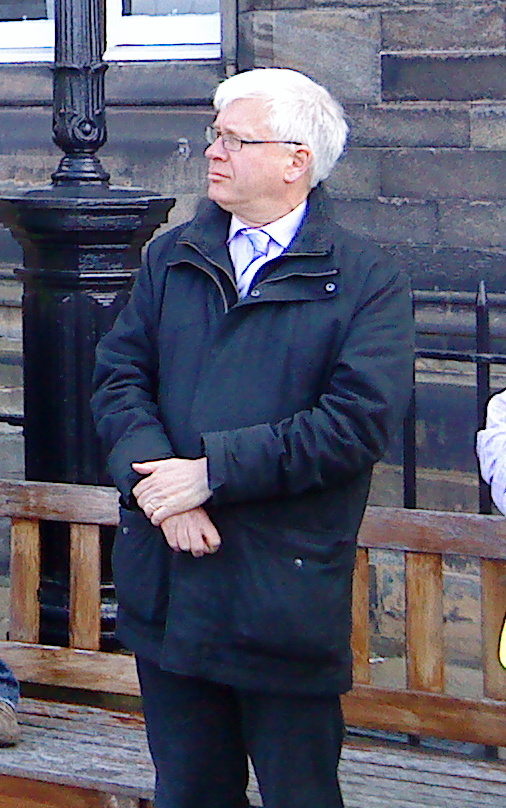
Mark Lazarowicz

Mark Lazarowicz (* 8. August 1953) ist ein schottischer Politiker von Labour und der Co-operative Party.

## Politischer Werdegang
Erstmals trat Lazarowicz bei den Unterhauswahlen 1987 zu Wahlen auf nationaler Ebene an. Er bewarb sich für die Labour Party um das Mandat des Wahlkreises Edinburgh Pentlands, konnte sich jedoch nicht gegen den Konservativen Malcolm Rifkind durchsetzen, welcher den Wahlkreis seit 1974 im britischen Unterhaus vertrat. Mit geringen Stimmgewinnen verpasste er den Einzug in das Parlament bei den folgenden Unterhauswahlen 1992 erneut.
Nachdem sein Parteikollege Malcolm Chisholm, welcher das Mandat des Wahlkreises Edinburgh North and Leith hielt, bei den schottischen Parlamentswahlen 1999 einen Sitz im schottischen Parlament errungen hatte, trat er zu den Unterhauswahlen 2001 nicht mehr an. Als Nachfolger stellte die Labour Party Lazarowicz in diesem Wahlkreis auf. Am Wahltag setzte er sich gegen seine fünf Kontrahenten durch und zog in der Folge erstmals in das House of Commons ein. Bei den folgenden Wahlen 2005 und 2010 verteidigte er sein Mandat.
Von 2007 bis 2008 fungierte Lazarowicz als Parliamentary Private Secretary unter dem Juniorminister David Cairns im Schottlandministerium. Im Schattenkabinett der Labour Party nahm er von 2010 bis 2011 eine juniorministerielle Position für internationale Entwicklung ein. Nach massiven Stimmgewinnen der SNP bei den folgenden Unterhauswahlen 2015 schied Lazarowicz aus dem Parlament aus. Das Mandat ging an die SNP-Kandidatin Deidre Brock.